# Glicòsid

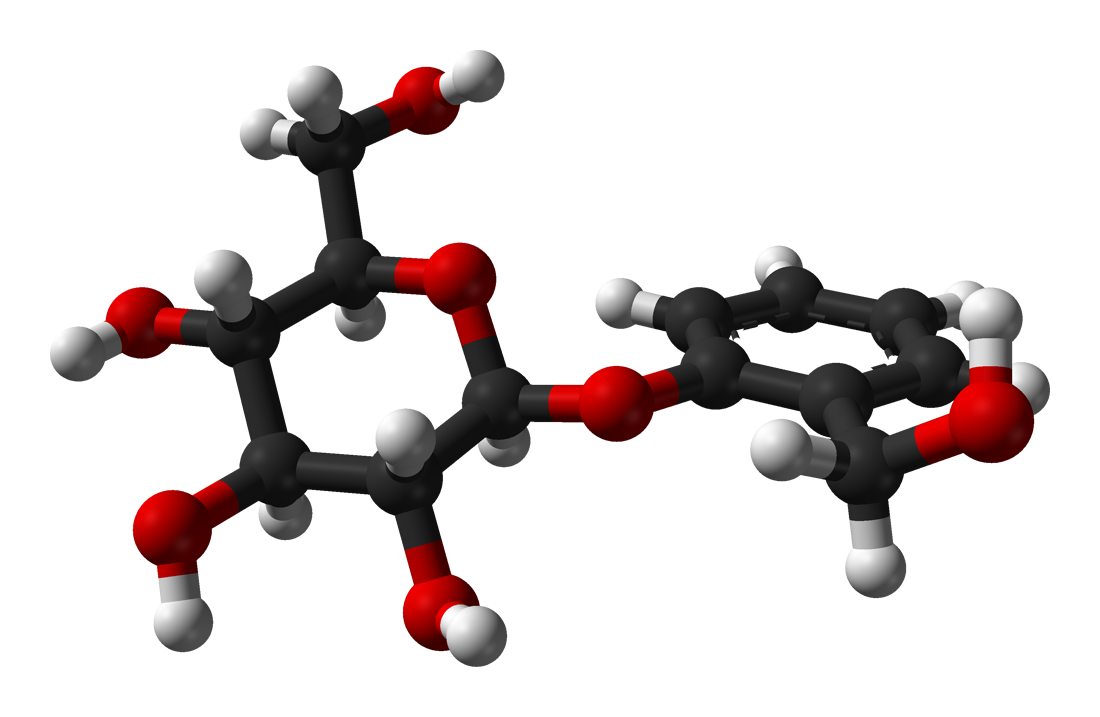
Aquest glicòsid és la salicina, compost relacionat amb l'àcid acetil salicínic (aspirina). El glúcid de la salicina és la glucosa (vegeu, a l'esquerra, la seva forma hexagonal amb enllaços -OH a les arestes), unida a un altre "hexàgon" per mitjà dun enllaç O-glicosídic (a través d'un oxigen, en color vermell). Es tracta d'un glicòsid alcohòlic perquè es pot observar que el compost de la dreta té també una "banya" d'alcohol (un grup hidroxil o grup -OH). Els hidrogens són boles blanques i els carbonis estan representats en negre.

Un glicòsid, de vegades heteròsid, és una molècula orgànica formada per un glúcid (un hidrat de carboni o sucre; derivat de glucosa) o galactòsid (derivat de galactosa). El primer tipus s'anomena glucòsid, mentre el segon tipus s'anomena galactòsid.
Un glicòsid té un enllaç glicosídic amb un altre compost. Aquest enllaç pot ser O-glicosídic (per mitjà d'un oxigen) o S-glicosídic (mitjançant un sofre) però ha de formar-se a la posició del carboni anòmer del glúcid per a formar un glicòsid.
Els glicòsids són presents en gran nombre de vegetals, localitzats en algunes cèl·lules. La major part d'ells té una activitat fisiològica intensa i, tot i la seva toxicitat, constitueixen una classe de medicament molt apreciat.

## Classificació
Els glicòsids es poden classificar segons el tipus de la seva aglicona, és a dir, segons el compost que s'uneix al glúcid per mitjà de l'enllaç glicòsid:
- Glicòsids antraquinònics, contenen una aglicona derivada de l'antraquinona. Presents l'àloe vera, per exemple.
- Glicòsids fenòlics simples, amb una aglicona d'estructura de fenol simple.
- Glicòsids alcohòlics, amb una aglicona de tipus Grup hidroxil (-OH). N'és un exemple la salicina.
- Glicòsids flavònics, als quals l'aglicona és un derivat dels flavonoides. Es tracta d'un grup molt ampli que comparteix la propietat d'ésser antioxidants.
- Glicòsids cardiotònics, amb una aglicona composta per un nucli esteroideu. El seu nom ve del fet que són utilitzades per al tractament d'algunes malalties cardíaques com, per exemple, l'arrítmia.
- Glicòsids cumarínics, amb aglicona derivat de la cumarina.
- Glicòsids cianogènics, als quals l'aglicona conté un grup cianur (verí). Aquestes es troben a les fulles i sobretot llavors d'algunes plantes i poden generar àcid cianhídric.